# Papadates (Aetolia-Acarnania)
Papadates  este un oraș în Grecia în prefectura Aetolia-Acarnania.